# Posłowie na Sejm Republiki Litewskiej 2004–2008
Posłowie na Sejm Republiki Litewskiej 2004–2008 zostali wybrani w wyborach parlamentarnych, które odbyły się w dwóch turach: 10 i 23 października 2004.
Sejm tej kadencji rozpoczął urzędowanie 15 listopada 2004. Stanowisko przewodniczącego parlamentu zajmowali kolejno Artūras Paulauskas, Viktoras Muntianas i Česlovas Juršėnas.

## Lista posłów według frakcji na koniec kadencji

### Litewska Partia Socjaldemokratyczna
Wybrani z ramienia LSDP:
- Zigmantas Balčytis
- Vilija Blinkevičiūtė
- Bronius Bradauskas
- Algirdas Butkevičius
- Jonas Juozapaitis
- Česlovas Juršėnas
- Justinas Karosas
- Gediminas Kirkilas
- Gintautas Mikolaitis
- Juozas Olekas
- Juozas Palionis
- Milda Petrauskienė
- Algis Rimas
- Algimantas Salamakinas
- Vytautas Saulis
- Algirdas Sysas
- Irena Šiaulienė
- Birutė Vėsaitė
- Edvardas Žakaris
- Roma Žakaitienė

Wybrani z ramienia DP:
- Petras Baguška, od 21 grudnia 2004
- Andrius Baranauskas
- Algirdas Ivanauskas
- Jonas Jagminas
- Juozas Jaruševičius
- Jonas Lionginas
- Viktoras Muntianas
- Vladimir Orechov
- Bronius Pauža
- Mindaugas Subačius, od 16 listopada 2004
- Wiaczesław Szkil
- Rimvydas Turčinskas
- Vilija Vertelienė

Wybrani z ramienia TT:
- Marija Pavilionienė
- Albertas Sereika

Wybrani z ramienia LiCS:
- Violeta Boreikienė
- Vytautas Čepas

Wybrany jako kandydat niezależny:
- Julius Sabatauskas

### Związek Ojczyzny
- Vilija Aleknaitė Abramikienė
- Audronius Ažubalis
- Danutė Bekintienė
- Vida Marija Čigriejienė, wybrana jako kandydat niezależny
- Kęstutis Čilinskas, od 31 października 2007
- Rimantas Dagys
- Julius Dautartas
- Irena Degutienė
- Arimantas Dumčius
- Ramūnas Garbaravičius
- Povilas Jakučionis
- Donatas Jankauskas
- Rasa Juknevičienė
- Andrius Kubilius
- Rytas Kupčinskas
- Vincė Vaidevutė Margevičienė
- Antanas Matulas
- Saulius Pečeliūnas
- Edmundas Pupinis
- Jurgis Razma
- Liudvikas Sabutis
- Kazys Starkevičius
- Antanas Stasiškis
- Egidijus Vareikis
- Emanuelis Zingeris
- Vidmantas Žiemelis

### Partia Pracy
- Virginija Baltraitienė, od 13 grudnia 2005
- Rimantas Bašys
- Antanas Bosas
- Saulius Bucevičius
- Valentinas Bukauskas
- Kęstutis Daukšys
- Vytautas Sigitas Draugelis
- Vydas Gedvilas
- Saulius Girdauskas
- Loreta Graužinienė
- Etela Karpickienė, od 13 kwietnia 2006
- Romualda Kšanienė
- Vilma Martinkaitienė
- Dangutė Mikutienė, wybrana jako kandydat niezależny
- Zenonas Mikutis
- Jonas Pinskus, od 21 grudnia 2004
- Audronė Pitrėnienė
- Romas Venclovas
- Pranas Vilkas
- Ramunė Visockytė
- Jadvyga Zinkevičiūtė
- Manfredas Žymantas
- Zita Žvikienė

### Litewski Ludowy Związek Chłopski
Wybrani z ramienia VNDPS:
- Rima Baškienė
- Laima Mogenienė
- Vytas Navickas
- Alfredas Pekeliūnas
- Kazimira Prunskienė
- Viktoras Rinkevičius
- Irina Rozova, od 11 lipca 2006
- Aldona Staponkienė, od 16 listopada 2004

Wybrani z ramienia DP:
- Virginijus Domarkas
- Skirmantas Pabedinskas

Wybrani z ramienia AWPL:
- Leokadia Poczykowska
- Waldemar Tomaszewski

Wybrany z ramienia NS:
- Gediminas Jakavonis
- Artūras Skardžius

### Porządek i Sprawiedliwość
- Remigijus Ačas
- Dailis Barakauskas, od 18 marca 2006
- Vytautas Galvonas
- Petras Gražulis, wybrany jako kandydat niezależny
- Vytautas Kamblevičius, z ramienia Partii Pracy, od 17 stycznia 2005
- Egidijus Klumbys
- Valentinas Mazuronis
- Jonas Ramonas, z ramienia VNDPS
- Rimantas Smetona, z ramienia VNDPS
- Ona Valiukevičiūtė, od 16 listopada 2004
- Julius Veselka

### Związek Liberałów i Centrum
- Vytautas Bogušis
- Algis Čaplikas
- Jonas Čekuolis, od 16 listopada 2004
- Saulius Lapėnas
- Arminas Lydeka
- Raimundas Palaitis
- Rimantas Remeika
- Raimondas Šukys
- Vladimiras Volčiok, z ramienia DP
- Henrikas Žukauskas, z ramienia TT

### Ruch Liberalny Republiki Litewskiej
Wybrani z ramienia LiCS:
- Petras Auštrevičius
- Kęstutis Glaveckas
- Vytautas Grubliauskas
- Algis Kašėta
- Eligijus Masiulis
- Gintaras Steponavičius
- Gintaras Šileikis
- Dalia Teišerskytė

Wybrany jako kandydat niezależny:
- Audrius Endzinas

### Nowy Związek (Socjalliberałowie)
- Vaclovas Karbauskis
- Algirdas Monkevičius
- Artūras Paulauskas
- Alvydas Ramanauskas, od 8 maja 2007
- Alvydas Sadeckas
- Valerijus Simulik
- Wacłau Stankiewicz
- Nijolė Steiblienė
- Antanas Valionis

### Niezależny
- Algimantas Matulevičius, z ramienia TT

## Posłowie, których mandat wygasł w trakcie kadencji
- Aldona Balsienė, z ramienia TT, do 17 marca 2006, zrzeczenie
- Juozas Bernatonis, z ramienia LSDP, od 16 kwietnia 2007 do 19 kwietnia 2007, faktycznie nie objął mandatu
- Kazys Bobelis, z ramienia VNDPS, do 31 maja 2006, zrzeczenie
- Gintautas Bužinskas, z ramienia DP, do 20 grudnia 2004, zrzeczenie
- Algirdas Gaižutis, z ramienia VNDPS, od 13 czerwca 2006 do 13 czerwca 2006, faktycznie nie objął mandatu
- Aidas Gedvilas, z ramienia DP, do 13 czerwca 2006, zrzeczenie
- Bronius Markauskas, z ramienia VNDPS, od 1 czerwca 2006 do 1 czerwca 2006, faktycznie nie objął mandatu
- Stasys Mikelis, z ramienia DP, do 23 marca 2006, zgon
- Žilvinas Padaiga, z ramienia DP, do 15 listopada 2004, faktycznie nie objął mandatu
- Algirdas Paleckis, z ramienia LSDP, od 14 kwietnia 2007 do 19 kwietnia 2007, faktycznie nie objął mandatu
- Rolandas Pavilionis, z ramienia TT, do 15 listopada 2004, faktycznie nie objął mandatu
- Vladimiras Prudnikovas, z ramienia DP, do 20 grudnia 2004, zrzeczenie
- Bronis Ropė, z ramienia VNDPS, do 15 listopada 2004, faktycznie nie objął mandatu
- Kazys Sivickis, z ramienia VNDPS, od 29 czerwca 2006 do 29 czerwca 2006, faktycznie nie objął mandatu
- Rytis Šatkauskas, z ramienia DP, od 2 kwietnia 2006 do 6 kwietnia 2006, faktycznie nie objął mandatu
- Gema Umbrasienė, z ramienia VNDPS, od 22 czerwca 2006 do 22 czerwca 2006, faktycznie nie objęła mandatu
- Viktor Uspaskich, z ramienia DP, do 22 czerwca 2005, zrzeczenie
- Algirdas Vrubliauskas, z ramienia Związku Ojczyzny, do 10 kwietnia 2007, zrzeczenie
- Artūras Zuokas, z ramienia LiCS, do 15 listopada 2004, faktycznie nie objął mandatu